# Gilberto Cavallini
Gilberto Cavallini, detto Gigi e soprannominato il Negro (Milano, 26 settembre 1952), è un ex terrorista italiano, esponente del gruppo eversivo d'ispirazione neofascista Nuclei Armati Rivoluzionari (NAR).
È stato arrestato il 12 settembre 1983 a Milano ed accusato di vari reati riguardanti l'attività terroristica del gruppo, tra cui l'uccisione del sostituto procuratore Mario Amato, assassinato a Roma il 23 giugno 1980, e la strage di Bologna. È stato condannato a nove ergastoli e attualmente è detenuto a Terni, in regime di semilibertà provvisoria.

## Biografia
Nato a Milano e proveniente da una famiglia fascista, in gioventù Cavallini fu uno dei fondatori dei Boys SAN, il primo gruppo ultras dell'Inter, per poi abbandonare la vita di curva e dedicarsi alla militanza politica nelle file della destra, prima nella Giovane Italia e poi nel Movimento Sociale Italiano.
Si iscrive a un corso di perito elettrotecnico all'Istituto Feltrinelli che però dovrà abbandonare, trasferendosi quindi in una scuola privata per poter prendere il diploma. Anche per età, destino personale e formazione, possiede una visione del mondo più solida e definita rispetto agli altri NAR. Si dichiara fascista, ben più che di destra o "anticomunista".

### L'eversione nera
Frequentando l'area più estremista dell'ambiente missino milanese si rende responsabile di varie risse e pestaggi nei confronti di militanti di sinistra. La sua prima denuncia arriva nel 1974 per aver sparato a un benzinaio che si era rifiutato di fargli il rifornimento.
Si rende poi responsabile del primo grave reato partecipando all'uccisione del giovane studente di sinistra Gaetano Amoroso, militante ventunenne del Comitato Antifascista. La sera del 27 aprile 1976, nel primo anniversario della morte del giovane di destra Sergio Ramelli, aggredito assieme ad altri due compagni del Partito Comunista (Marxista-Leninista) Italiano (Carlo Palma e Luigi Spera), Amoroso fu aggredito e accoltellato in via Uberti, a Milano da un gruppo di neofascisti provenienti dalla vicina sede del MSI di via Guerrini: Gian Luca Folli, Marco Meroni, Angelo Croce, Luigi Fraschini, Antonio Pietropaolo, Danilo Terenghi, Walter Cagnani, Claudio Forcati e Gilberto Cavallini. Mentre gli altri due restano lievemente feriti, Amoroso morirà due giorni dopo in ospedale per le ferite subite, il 30 aprile. Gli otto responsabili furono arrestati poche ore dopo il fatto, pare per una soffiata di un dirigente missino, e l'iniziale accusa di aggressione venne poi trasformata in omicidio premeditato (per la successiva morte di Amoroso) e tentato omicidio pluriaggravato (per il ferimento degli altri due militanti). Cavallini venne condannato a 13 anni e mezzo in primo grado per concorso in omicidio.
Riesce però a evadere in circostanze rocambolesche durante un trasferimento al carcere di Brindisi: il 14 agosto del 1977, durante il viaggio in autostrada ed in corrispondenza di Roseto degli Abruzzi, gli agenti addetti alla sua scorta fermano il cellulare per consentirgli di fare un bisogno ma, sfruttando un momento di distrazione dei militari, Cavallini si rotola nella scarpata ai bordi della strada e fa perdere le sue tracce.
Latitante, riesce a raggiungere fortunosamente Roma dove si procura un falso documento ma, non avendo contatti sicuri, si affida allora a Massimiliano Fachini, leader di Ordine Nuovo in Veneto che lo sistema a Treviso, ospite di uno dei suoi luogotenenti, Roberto Raho. Per due anni vive lì sotto falso nome, Gigi Pavan, e di tanto in tanto viene mandato in missione a Roma dove stabilisce dei contatti con Sergio Calore, Paolo Aleandri e Bruno Mariani, tutti appartenenti alla neonata formazione creata da Paolo Signorelli, Costruiamo l'azione.
Nel 1978, a Treviso, si fidanza con una ragazza, Flavia Sbroiavacca, figlia del titolare di una grossa agenzia di viaggi cittadina. Cavallini riesce a nascondere alla ragazza e ai conoscenti il suo stato di latitante, finanziato grazie a contributi raccolti tra i camerati e raccontando a tutti di essere un lavoratore pendolare alla Total, fabbrica di Padova. Solo nel 1980, quando la donna gli darà un figlio (Federico, in onore dell'imperatore ghibellino), Cavallini le confida di essere un evaso.
Negli ultimi mesi del 1979 viaggia spesso tra Roma ed il Veneto, per riciclare dell'oro rapinato da Egidio Giuliani l'8 ottobre ai danni di un gioielliere ebreo-libico, un certo Fadlun Mardochai, che verrà ucciso anni dopo dai killer di Gheddafi.

### La lotta armata con i NAR
Nei suoi trasferimenti a Roma, che si protrassero fino al mese di febbraio del 1980, Cavallini ha modo di stringere rapporti con il gruppo dei NAR di Valerio Fioravanti. Il primo incontro tra i due avviene l'11 dicembre del 1979, in occasione della sua prima rapina, consumata a Tivoli ai danni dell'Oreficeria D'Amore, e a cui partecipano anche Sergio Calore e Bruno Mariani.
Una settimana dopo quel colpo, la sera dell'omicidio del giovane Antonio Leandri, ucciso da Fioravanti e da un gruppo di altri neofascisti per uno scambio di persona, Cavallini incontra di nuovo Valerio e lo porta con sé in Veneto per sfuggire alle forze dell'ordine, ospitandolo nella casa dove vive con Flavia Sbroiavacca, allora incinta al terzo mese. I due hanno sei anni di differenza e due caratteri agli antipodi ma si integrano alla perfezione: entrambi delusi dall'ambiente dei vecchi fascisti, affascinati dalla figura di Che Guevara, entrambi hanno dentro il fuoco sacro dell'azione sul campo che si tradurrà "proprio nell'arco di tempo che copre la fase più tumultuosa della vita della banda armata (e anche successivamente), in un regime di vera e propria comunione di vita e nel concorso, nella progettazione ed esecuzione di molteplici e gravissime attività delittuose."
Durante il soggiorno veneto, il gruppo approfitta per compiere un'azione per impadronirsi di armi. A Padova, il 30 marzo 1980, Cavallini, Fioravanti e la Mambro assaltano i locali del distretto militare di via Cesarotti, e si portano via quattro mitragliatrici, cinque fucili automatici, pistole e proiettili. Prima di darsi alla fuga, sul muro della caserma la Mambro firma la rapina con la sigla BR per depistare le indagini.
La prima azione omicida con il gruppo di Fioravanti, i Nuclei Armati Rivoluzionari, avviene il 28 maggio 1980. Quel giorno l'obiettivo è quello di disarmare alcuni agenti davanti al Liceo ginnasio statale Giulio Cesare e di schiaffeggiarli, in modo da ridicolizzare la crescente militarizzazione del territorio da parte delle forze dell'ordine. Valerio, Francesca Mambro, Luigi Ciavardini e Giorgio Vale partecipano all'azione mentre Cavallini, Mario Rossi e Gabriele De Francisci hanno solo compiti di copertura. La reazione dei poliziotti, in servizio di vigilanza davanti al liceo, scatenò un conflitto a fuoco con la conseguente morte dell'appuntato Franco Evangelista (detto Serpico) e il ferimento di altri due agenti.
La volta dopo sarà lui a sparare. Il 23 giugno 1980, infatti, uccide a Roma il sostituto procuratore Mario Amato che, mentre aspetta l'autobus 391 per recarsi al lavoro, alla fermata di viale Jonio, Cavallini raggiunge alle spalle e colpisce sparandogli alla nuca, per poi fuggire in sella alla moto Honda 400 guidata da Luigi Ciavardini. Da circa due anni Amato conduceva le principali inchieste sui movimenti eversivi di destra in assoluto isolamento e aveva da poco annunciato sviluppi clamorosi nelle sue indagini, prossime «alla visione di una verità d'assieme, coinvolgente responsabilità ben più gravi di quelle stesse degli esecutori degli atti criminosi». La sua euforia è una reazione nervosa. Racconta dell'emozione quasi mistica che ha avuto quando ha sparato, rievoca la vampata della pistola, i capelli della vittima che si sono aperti volando via. "Ho visto il soffio della morte" dice. Il giorno seguente, i NAR fecero ritrovare un volantino di rivendicazione dell'omicidio: «Oggi 23 giugno 1980 alle ore 8:05, abbiamo eseguito la sentenza di morte emanata contro il sostituto procuratore Mario Amato, per le cui mani passavano tutti i processi a carico dei camerati. Oggi egli ha chiuso la sua squallida esistenza imbottito di piombo. Altri, ancora, pagheranno».
Nei mesi successivi la banda fa la spola tra Milano e il Veneto e, il 31 ottobre 1980, Fioravanti e Cavallini rapinano una gioielleria a Trieste. Il 26 novembre, Cavallini è a Milano assieme a Stefano Soderini nella carrozzeria di Cosimo Simone, storica base della mala milanese. Quella mattina ha bisogno di un'auto pulita ma, all'arrivo di una pattuglia per un controllo via radio dei documenti personali dei presenti, apre il fuoco uccidendo il brigadiere Lucarelli e, nella fuga, dimentica i documenti in mano ai carabinieri ed è quindi costretto a lasciare in tutta fretta la casa di Treviso.
Qualche giorno dopo, il 19 dicembre 1980, Cavallini, Valerio Fioravanti, Francesca Mambro, Giorgio Vale, Pasquale Belsito, Stefano Soderini e Andrea Vian svaligiano la gioielleria Giraldo a Treviso portandosi via un bottino di tre miliardi. Alla rapina partecipa anche il veneto Fiorenzo Trincanato, un malavitoso comune conosciuto da Cavallini che gli affida qualche giorno dopo un borsone di armi. Trincanato però, dopo l'arresto della moglie, trovata in possesso di una pistola, per paura di essere anch'egli catturato nasconde il borsone nello Scaricatore, un canale alla periferia di Padova.
Quando la sera del 5 febbraio 1981, Valerio Fioravanti, il fratello Cristiano, Francesca Mambro, Cavallini, Giorgio Vale e Gabriele De Francisci vanno a cercare di ripescare le armi, vengono colti sul fatto da due carabinieri: Enea Codotto di 25 anni e Luigi Maronese di 23 anni. Nel conflitto a fuoco che segue, Valerio spara uccidendo i due carabinieri che, prima di morire riescono a colpire lo stesso Fioravanti, il quale, gravemente ferito a entrambe le gambe, verrà riportato dal resto del gruppo nell'appartamento usato come base e, poco dopo, arrestato.
Il 30 settembre 1981 partecipa all'omicidio di Marco Pizzari, estremista di destra che, secondo molti neofascisti, aveva collaborato con la polizia e che era ritenuto responsabile dell'arresto di Ciavardini e di Nanni De Angelis (e quindi anche della morte di quest'ultimo). Viene freddato da Cavallini e Alibrandi che lo colpiscono tre volte, due alla testa e uno al torace, nei pressi di piazza Medaglie d'Oro, a Roma.
Il 19 ottobre 1981 è a Milano assieme a Alessandro Alibrandi e Walter Sordi con l'obiettivo di uccidere Giorgio Muggiani, vecchio dirigente missino, accusato di essere un informatore dei Carabinieri. A bordo di un'auto rubata percorrono le strade attorno all'abitazione di Muggiani. Verso le 9 del mattino Sordi, seduto dietro, nota che si è accodata a loro un’auto civetta della polizia. È convinto che gli agenti siano insospettiti da qualcosa e che tra pochi attimi li fermeranno. Meglio giocare d’anticipo e tentare il tutto per tutto. Alibrandi alla guida dell'auto inchioda improvvisamente e i camerati sparano all’equipaggio Alfa 51 della Digos di Milano. Muoiono gli agenti Carlo Buonantuono e Vincenzo Tumminello. Il terzo agente, Franco Epifanio, viene ferito al braccio e allo stomaco ma risce a scappare nonostante i terroristi lo inseguano per oltre 150 metri tra via Vallazze e via Teodosio sparando decine di proiettili. Tornando indietro all'auto per darsi alla fuga, sparano alla testa, come un colpo di grazia, ai poliziotti già morti.
Il 21 ottobre 1981, assieme ad Alessandro Alibrandi, Francesca Mambro, Giorgio Vale, Stefano Soderini e Walter Sordi, Cavallini uccide in un agguato nei pressi di Acilia il capitano della DIGOS Francesco Straullu, di 26 anni, che aveva lavorato per smascherare i membri dell'eversione nera. Nell'azione rimane ucciso anche l'agente Ciriaco Di Roma.
Il 24 giugno del 1982 partecipa, con Walter Sordi e due giovanissimi militanti (Vittorio Spadavecchia e Pierfrancesco Vito) a un disarmo di una pattuglia di polizia in servizio di vigilanza nella sede dell'OLP di Roma. Gli agenti Antonio Galluzzo e Giuseppe Pillon sono raggiunti da numerosi colpi d'arma da fuoco che uccidono il primo e feriscono il secondo.

### L'arresto e gli ergastoli
Cavallini sarà l'ultimo dei NAR a essere catturato: il suo arresto avviene il 12 settembre del 1983, in un bar di corso Genova a Milano, dove era rientrato per soccorrere Soderini, rimasto senza soldi e senza appoggi. Viene individuato pedinando un fiancheggiatore, Andrea Calvi, responsabile della rivista Movimento.
Trasferito nel carcere di Ascoli Piceno, inizia il suo percorso processuale in cui dovrà rispondere di vari omicidi, banda armata, furto e rapina, violazione di domicilio, detenzione illegale di armi, ricettazione e altri ancora. Il suo primo ergastolo risale al 12 gennaio 1984, quando venne condannato al carcere a vita assieme a Stefano Soderini per l'assassinio del brigadiere Ezio Lucarelli. Al processo "NAR 2", poi, cumulerà sei ergastoli, che si andranno ad aggiungere a quelli per gli omicidi Evangelista e Amato.
È attualmente detenuto nel carcere di Terni in regime di semilibertà provvisoria, che gli fu per un periodo revocata, il 19 dicembre del 2002, per essere stato trovato in possesso di una pistola Beretta con la matrice cancellata, di 50 proiettili e per avere utilizzato un appartamento, un'auto e uno scooter invece di recarsi al lavoro presso la Cooperativa PromozioneUmana, comunita terapeutica con sede a San Giuliano Milanese, tutte azioni incompatibili con le sue restrizioni di semilibero. Agli agenti che gli stringevano le manette ai polsi, dopo averlo pedinato disse: “Ringraziate Dio che la pistola l'avevo nello zaino, perché non vi avrei mai permesso di rimettermi in galera per altri 10 anni”.
Gilberto Cavallini scrive nel 2007 che i valori della Repubblica Sociale Italiana rimandano "dal punto di vista metapolitico alla mistica fascista del dovere e del sacrificio per l'onore e la salvaguardia della Patria, mentre dal punto di vista meta-storico si collocano (come Luca sottolinea opportunamente) nel solco della tradizione spirituale esclusivamente mediterranea-latina-italiana, che viene sottovalutata e dimenticata anche dalla storiografia e dalla pubblicistica neofascista afflitta da un fastidioso complesso di inferiorità nei confronti del germanesimo e di infatuazioni nordiciste".
Nel corso del 2015, AGA Editrice di Milano ha stampato un libro di Cavallini, Vademecum del detenuto. Manuale per sopravvivere in un carcere italiano, scritto con Erminio Colanero.

### Processi per la strage di Bologna
Nel 1989 viene condannato in primo grado per banda armata nel processo per la strage di Bologna del 2 agosto 1980, condanna confermata dalla sentenza d'appello del 1994 a undici anni di carcere.

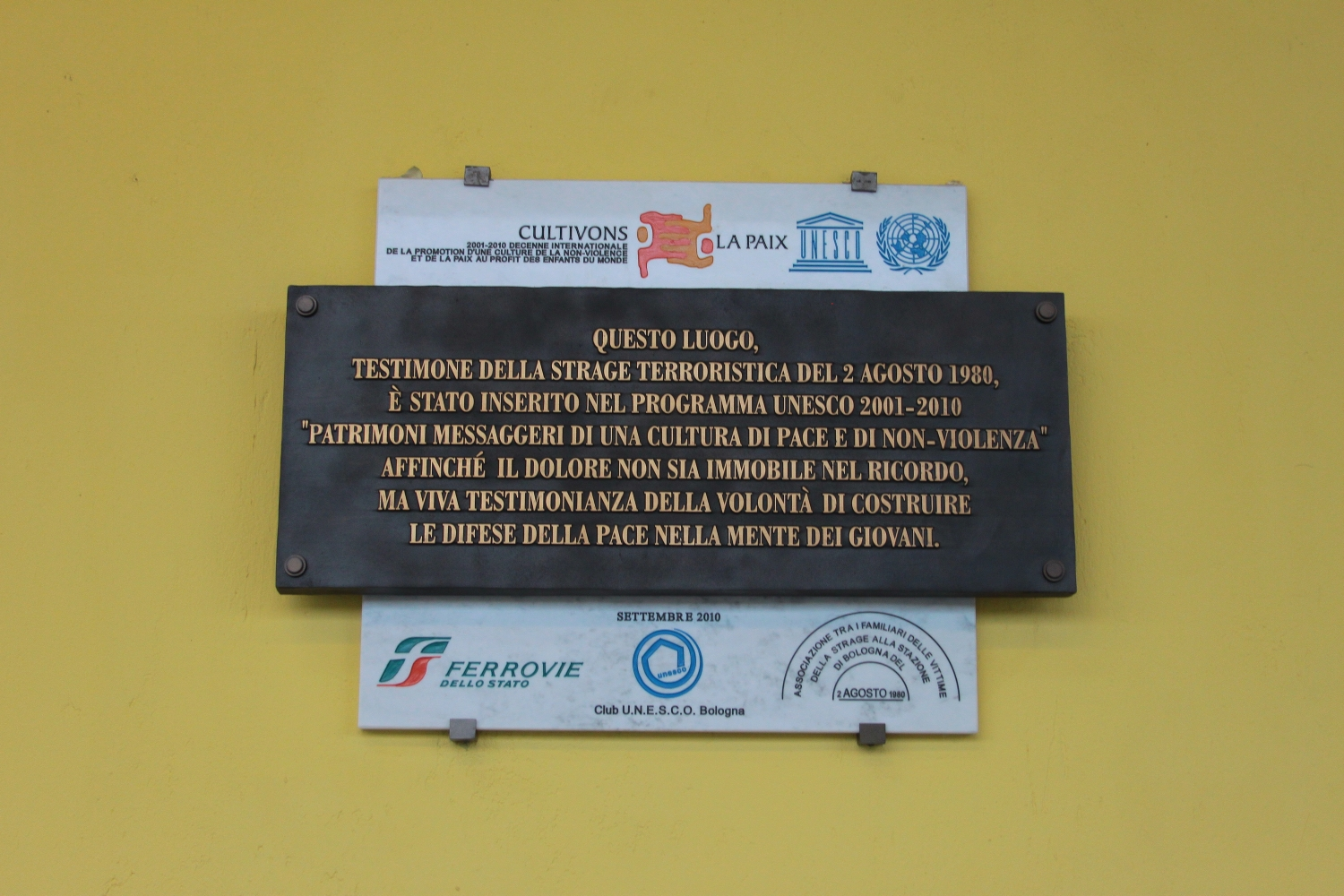
Lapide UNESCO alla stazione ferroviaria di Bologna.

Sempre riguardo alla strage di Bologna, nel 2017 è stato rinviato a giudizio con l'accusa di concorso in strage, alla luce di nuovi elementi che hanno portato la magistratura inquirente ritenere che Cavallini abbia offerto supporto e rifugio ai condannati per la strage Francesca Mambro, Valerio Fioravanti e Luigi Ciavardini, anch'essi membri dei NAR.
Uno degli elementi dell'accusa include l'aver fornito documenti falsi per Francesca Mambro e Valerio Fioravanti, anche se per tale ruolo venne inizialmente condannato il collaboratore di giustizia Massimo Sparti, per propria ammissione (ma poi ritrattata).
Il nuovo processo ha acquisito nuovi elementi provenienti da altri processi successivi, tra cui alcuni biglietti attribuiti a Carlo Maria Maggi, il leader di Ordine Nuovo veneto condannato come mandante della strage di piazza della Loggia, con i quali si istruiva Carlo Digilio (anch'egli terrorista di Ordine Nuovo e responsabile al tempo del poligono di tiro di Venezia) di consegnare a Cavallini degli esplosivi. Il processo si è concluso il 9 gennaio 2020 con una condanna all'ergastolo per Cavallini, il nono della sua carriera criminale; la condanna è stata confermata in appello il 27 settembre 2023. Il 15 gennaio 2025 l'ergastolo viene confermato anche dalla Corte di Cassazione, rendendolo definitivo e affermando che lo stesso: abbia accolto, il giorno antecedente la strage nella propria abitazione a Villorba di Treviso gli esecutori Mambro, Fioravanti e Ciavardini, avendo forniti agli stessi la vettura per andare a Bologna e tornare dopo la strage, nonché patenti e documenti di identità falsificati.

### Il ritorno in libertà
Nell’aprile del 2016 il tribunale di sorveglianza di Perugia concede a Cavallini la semilibertà per lavorare per una cooperativa sociale romana, la “Essegi 2012”, che ha sede a Terni presso l’associazione “Gruppo Idee” presieduta dalla moglie di Luigi Ciavardini con qualifica di operaio generico e mansioni di gestione di ufficio commerciale e gestione pacchetto clienti.